# São José do Herval
São José do Herval is een gemeente in de Braziliaanse deelstaat Rio Grande do Sul. De gemeente telt 2.549 inwoners (schatting 2009).